# Baja 1000
Baja 1000 er et terrænløb for motorkøretøjer som foregår på halvøen Baja California i Mexico under en fuldmåne. Konkurrencen blev officielt indstiftet i 1967, men havde allerede været arrangeret uformelt i flere år. Oprindeligt gik løbet fra Tijuana i Baja California til La Paz i Baja California Sur. Det starter fra Ensenada, omtrent 40 km længer mod syd. Sædvanligvis arrangeres konkurrencen weekenden før Thanksgiving i USA.

## Kendte deltagere
- Ivan Stewart
- Larry Ragland
- Robby Gordon
- Parnelli Jones
- Gunnar Nilsson
- Mickey Thompson
- Walker Evans